# 궁둥두덩가지
궁둥두덩가지(ischiopubic ramus), 또는 좌골치골지(坐骨恥骨枝)는 다음 두 구조로 구성된 복합적인 해부학적 구조이다.
- 두덩뼈의 아래가지
- 궁둥뼈의 아래가지

궁둥두덩가지는 폐쇄구멍의 아래쪽 경계를 형성하고 속폐쇄근과 바깥폐쇄근의 이는곳의 일부를 이룬다. 또한 대부분의 엉덩관절 모음근은 궁둥두덩가지에서 일어난다.
콜리스 근막이 궁둥두덩가지 모서리에 붙어 있다.

## 참고 문헌
이 문서는 현재 퍼블릭 도메인에 속하는 그레이 해부학 제20판(1918) 의 내용을 기초로 작성된 글이 포함되어 있습니다.